# Eupithecia subsignata
Eupithecia subsignata là một loài bướm đêm trong họ Geometridae.